# Angelo Furlan
Angelo Furlan (født 21. juni 1977) er en italiensk tidligere professionel cykelrytter.

## Holdtilhørsforhold
- 2005: Domina Vacanze – UCI ProTour Hold, Rytter
- 2006: Selle Italia - Serramenti PVC Diquigiovanni – UCI Pro Kontinental Hold, Rytter
- 2007-08: Crédit Agricole – UCI ProTour Hold, Rytter
- 2009-10: Lampre - N.G.C/Farnese Vini – UCI ProTour Hold, Rytter
- 2011 (fra 02/03): Christina Watches-Onfone – UCI Kontinental Hold, Rytter

## Pro-tour sejre
2001
- Vinder 2. etape, Tour de Pologne
- Vinder 1. og 2. etape, Tour of Serbia

2002
- Nr. 121 i Vuelta a España
- Vinder på 17. og 20. etape (i Salamanca & San Martín de la Vega)

2004
- Vinder Coppa Bernocchi

2007
- Vinder 1. etape, Étoile de Bessèges
- Vinder 1. etape, Circuit de la Sarthe

2008
- Vinder 4. etape, Étoile de Bessèges
- Vinder 2. etape, Volta ao Distrito de Santarém
- Vinder 3. etape, Tour de Pologne

2009
- Vinder 2. etape, Critérium du Dauphiné Libéré
- Vinder 2. etape, Tour de Pologne

2011
- Vinder Tallinn-Tartu Grand Prix
- Vinder 1. etape, Tour de Serbie
- Vinder 4. etape, Tour de Serbie
- Vinder 5. etape, Tour de Serbie